# Kinlochleven
Kinlochleven, schottisch-gälisch: Ceann Loch Lìobhann, ist ein Dorf mit 896 Einwohnern in Lochaber, Highland, Schottland und liegt am östlichen Ende vom Loch Leven. Das Dorf liegt zwischen den das Glen Coe umgebenden Bergen im Süden und den Mamores im Norden.
Kinlochleven wird dominiert durch die Gebäude der ehemaligen Kinlochleven Aluminium Works. Die Aluminiumhütte wurde zwischen 1905 und 1909 von British Aluminium erbaut (später zu einer Firma zusammengeführt mit Alcan) und wurde von den Brüdern Patrick und Charles Meik entwickelt. Die Aluminiumhütte, in der in Spitzenzeiten mehr als 3000 Personen beschäftigt waren, wurde im Juni 2000, nach beinahe einem Jahrhundert, endgültig geschlossen. Aufgrund des Werkes stellt Kinlochleven heute die Seltenheit einer Arbeitersiedlung inmitten der Highlands dar. Das Ortsbild ist entsprechend durch gleichförmige Reihenhäuser geprägt.
In Kinlochleven befinden sich einige Hotels und Herbergen, die zumeist von den Wanderern des West Highland Ways benutzt werden. Kinlochleven ist die mit Abstand größte Siedlung an der Wegstrecke. Der Ort ist an das schottische Busnetz angeschlossen. Es gibt direkte Verbindungen nach Fort William und in die Nachbardörfer Ballachulish und Glencoe, von wo aus Glasgow umstiegsfrei erreicht werden kann.

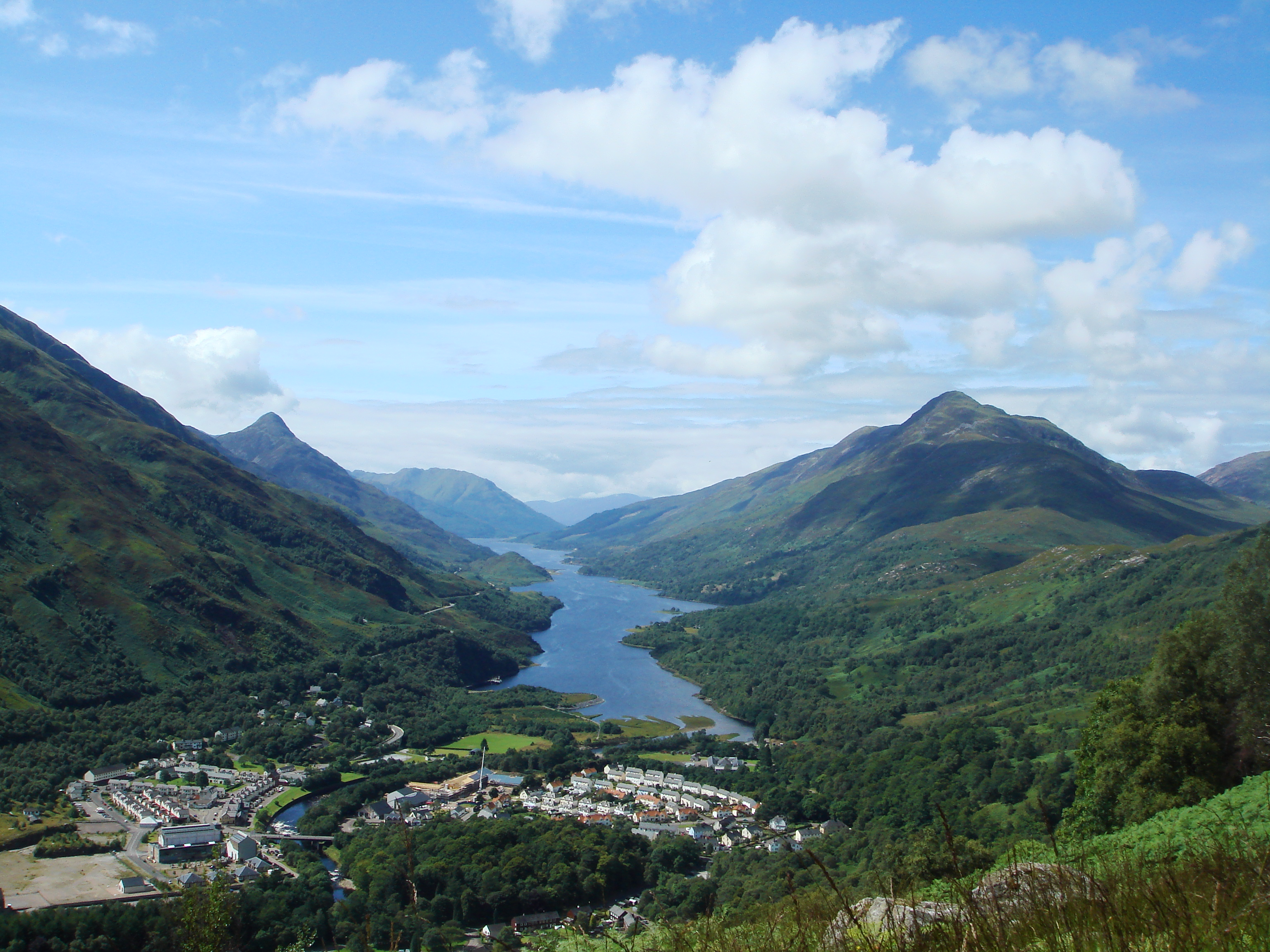
Kinlochleven
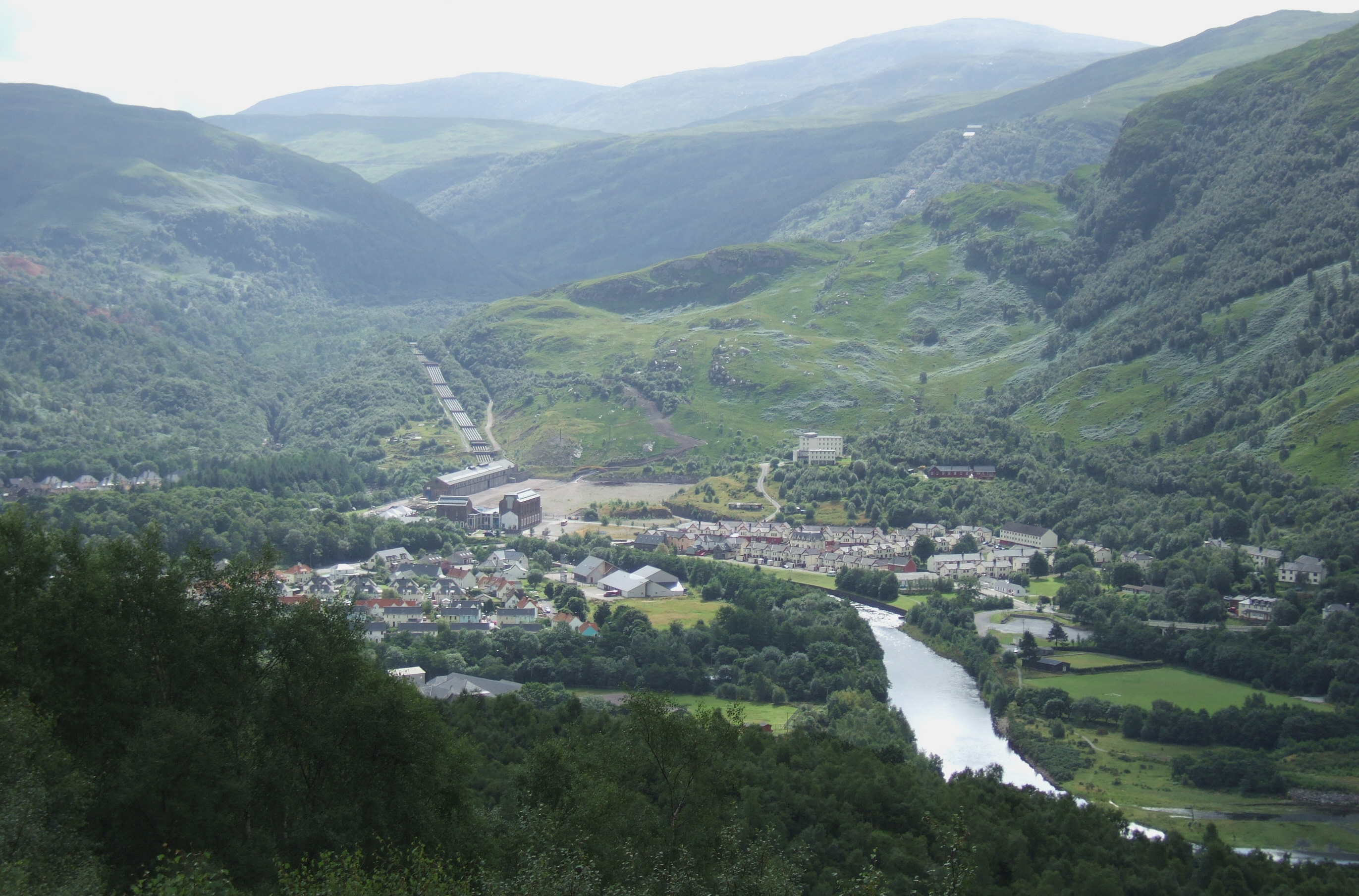
Kinlochleven
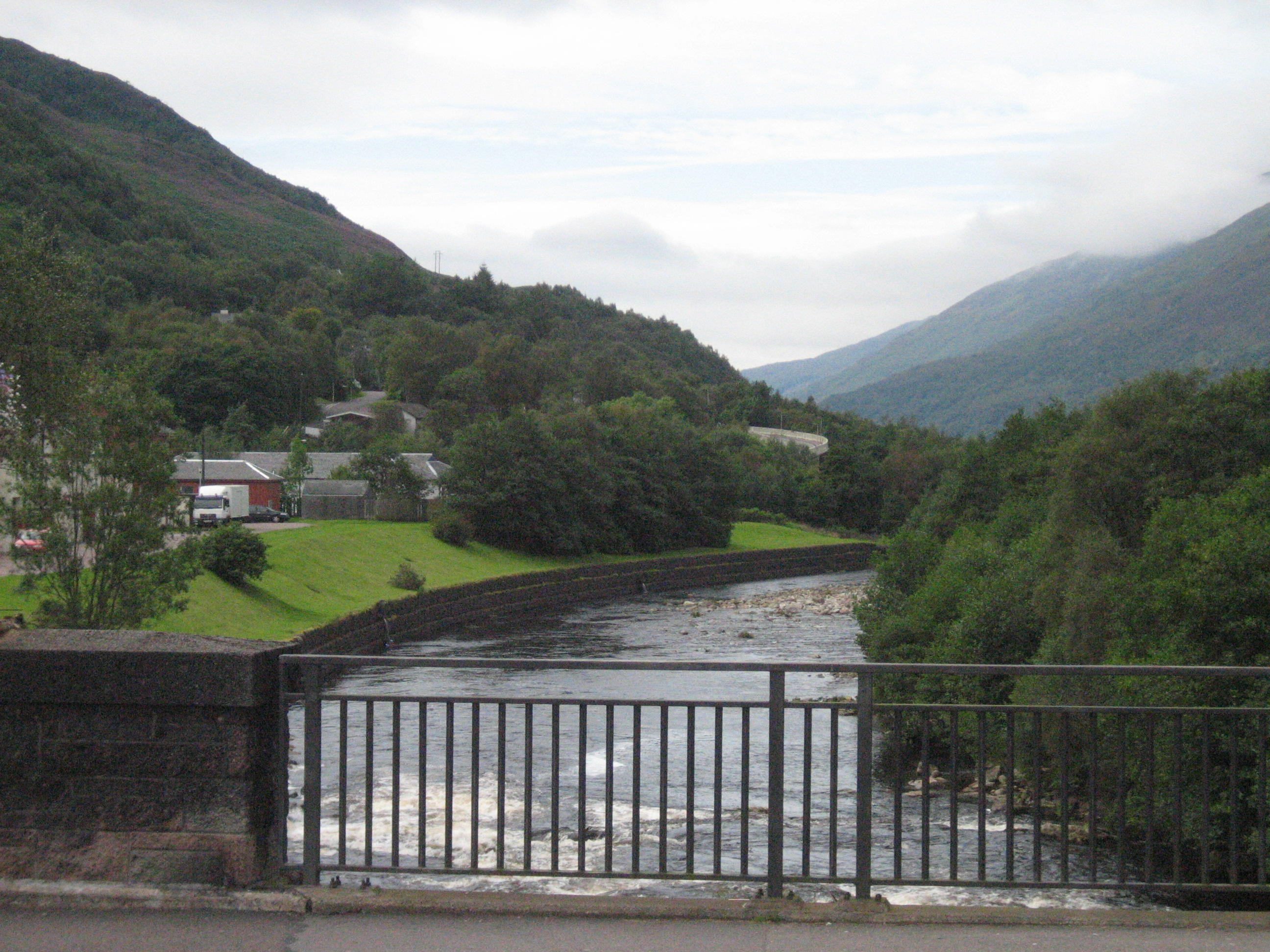
Der Fluss Leven
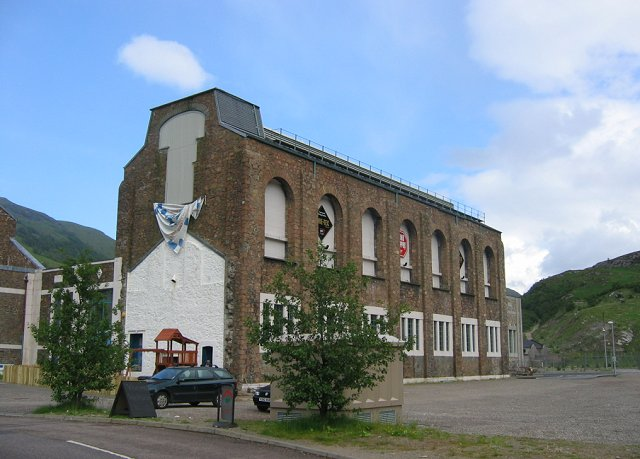
Freizeitzentrum „IceFactor“ in der ehemaligen Aluminiumhütte
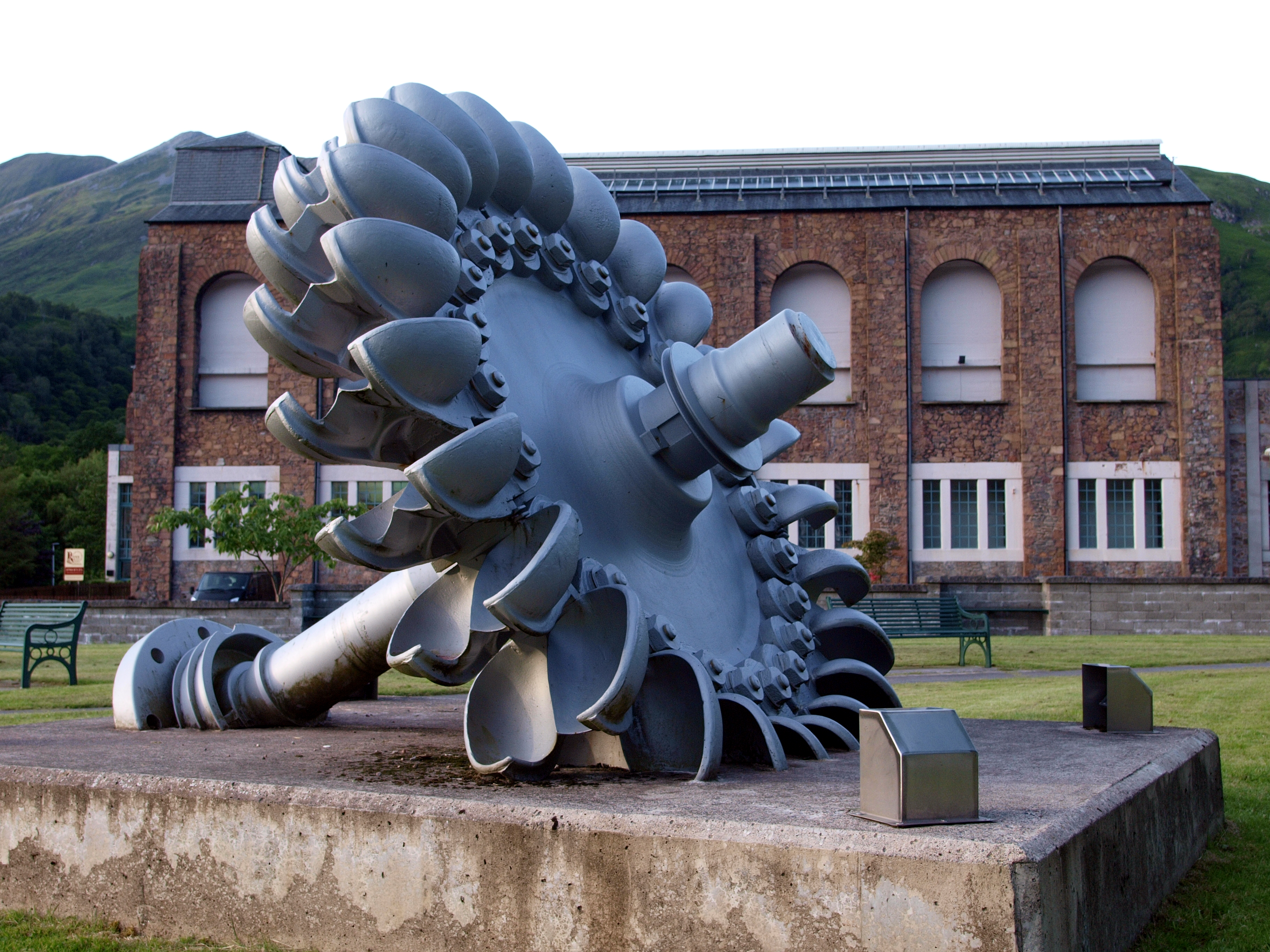
Wasserturbinenrad (Pelton Wheel) vor der stillgelegten Aluminiumhütte